# Internet Service Providers Association of Belgium
L'ISPA (Internet Service Providers Association of Belgium) est une ASBL qui a pour rôle la défense les intérêts des entreprises belges de services Internet et la promotion des nouveaux services Internet. Actuellement, ses membres représentent 97 % du nombre total du trafic Internet en Belgique.

## Liste de ses membres
Les membres de l'ISPA représentent 97 % du nombre total du trafic Internet en Belgique.
Membres effectifs:
- Belnet,
- Brutélé (VOO),
- Cegeka,
- Cybernet,
- EDPnet,
- Interxion,
- LCL,
- MAC Telecom
- Microsoft Belgium,
- Orange Belgique,
- Perceval,
- Portima,
- Proximus,
- Scarlet,
- Nethys (VOO),
- Telenet,
- Ulysse Group,
- Verixi,
- Verizon Business.

Membres adhérents:
- AVM

## Statistiques des connexions en Belgique
Chaque semestre, l'ISPA publie de nouvelles statistiques des connexions belges :
|         | Marché résidentiel | Marché résidentiel | Marché des entreprises | Marché des entreprises | Marché global | Marché global |
|         | Nombre brut        | Évolution          | Nombre brut            | Évolution              | Nombre brut   | Évolution     |
| ------- | ------------------ | ------------------ | ---------------------- | ---------------------- | ------------- | ------------- |
| Q3 2008 | 2 257 471          | + 1,97 %           | 499 847                | + 0,96 %               | 2 716 288     | + 1,50 %      |
| Q4 2008 | 2 302 888          | + 2,01 %           | 508 295                | + 1,69 %               | 2 811 183     | + 2,00 %      |
| Q1 2009 | 2 357 478          | + 2,37 %           | 518 975                | + 2,10 %               | 2 876 453     | + 2,32 %      |
| Q2 2009 | 2 384 930          | + 1,43 %           | 521 673                | + 0,52 %               | 2 906 603     | + 1,05 %      |
| Q3 2009 | 2 520 481          | + 1,59 %           | 527 779                | + 1,17 %               | 3 048 260     | + 1,52 %      |

Dans ce tableau, aucune distinction n'est faites entre les connexions à large bande et les autres.